# 림프 모세관
림프 모세관(영어: lymph capillary)은 세포 외액을 배출하고 처리하는 역할을 하는 세포 사이의 공간(중추 신경계 및 비혈관 조직 제외)에 위치한 작고 벽이 얇은 미세혈관이다. 림프 모세관의 내강에 들어가면 수집된 액체를 림프라고 한다. 각 림프 모세관은 림프를 림프관으로 운반하고, 림프절은 림프액의 감염 여부를 제거하고 감시하는 작은 콩 모양의 샘인 림프절에 연결된다. 림프는 최종적으로 정맥 순환으로 되돌아간다.
림프 모세관은 혈액 모세혈관보다 직경이 약간 크고, (혈액 모세혈관의 루프 구조와는 달리) 끝이 닫혀있다. 림프 모세관은 모세혈관 교환 중에 간질액을 효율적이고 효과적으로 흡수하기 위해 혈액 관련 모세혈관 사이에 배치된다. 이러한 형성은 보다 신속하고 지속적인 수집을 가능하게 한다.
이러한 구조로 인해 간질액이 안으로 흘러 들어갈 수는 있지만 밖으로 흘러나올 수는 없게 된다. 림프 모세관의 벽을 구성하는 내피 세포의 끝부분이 겹치게 된다. 림프보다 간질액의 압력이 더 높으면 일방적으로 회전문이 열리는 것처럼 세포가 약간 분리되고 간질액이 림프 모세관으로 들어간다. 반면에 림프 모세관 내부의 압력이 더 높으면 세포가 더 밀접하게 부착되어 림프가 간질액으로 다시 빠져나갈 수 없어진다. 림프 모세혈관에는 탄력 섬유를 포함하는 고정 필라멘트가 붙어 있다. 이들은 림프 모세관에서 뻗어 나와 림프 내피 세포를 주변 조직에 부착시킨다. 과도한 간질액이 축적되어 조직이 부풀어 오르면 고정 필라멘트가 당겨져 세포 사이의 구멍이 더욱 커지므로 더 많은 체액이 림프 모세관으로 흐를 수 있다.
림프 모세관은 혈장 단백질의 농도가 더 높기 때문에 혈액 모세혈관보다 더 큰 내부 종양압이 더 높다.

## 임상적 중요성
소장에서 젖산염이라고 불리는 림프 모세관은 식이성 지질과 지용성 비타민을 혈류로 운반하는 데 중요하다. 소장에서 식이 중성지방은 다른 지질 및 단백질과 결합하여 유즙으로 들어가 유미라고 불리는 유백색 액체를 형성한다. 그런 다음 유미는 림프계를 통해 이동하여 결국 혈류로 들어간다.

## 같이 보기
- 모세혈관